# 三角叶蟹甲草
三角叶蟹甲草（学名：Parasenecio deltophyllus）是菊科蟹甲草属的植物，为中国的特有植物。分布于中国大陆的甘肃、四川、青海等地，生长于海拔3,100米至4,000米的地区，多生长在山坡林下及山谷灌丛中阴湿处，目前尚未由人工引种栽培。

## 异名
- Cacalia deltophylla (Maxim.) Mattf.